# Kristian Borell
Mats Kristian Borell, född 6 augusti 1969 i Uddevalla, död 6 februari 2025 i Sofia distrikt på Södermalm i Stockholm,  var en svensk sportjournalist och krönikör.
Borell var i sin journalistik inriktad på fotboll och framförallt italiensk fotboll. Han var publicerad i Café Sport, Goal, Score24 och på Eurosport och han var även chefredaktör och krönikör på eurosport.se.. Borell var en fast panelgäst i TV-programmet Eurotalk (2005-2025) med fokus på europeisk fotboll. Det sändes de första åren sändes på FanTV, sedermera DobbTV. Borell var sedan augusti 2015 aktiv med bloggen "Borell and the Specials" på Oddsers. Sedan januari 2016 gjorde Borell tillsammans med Thomas Wilbacher podcasten "Corvino" om italiensk fotboll för Expressens räkning.
Efter Borells död 2025 i plötsligt hjärtstopp publicerade Expressen fotbollsexperterna Martin Åslunds och Siavoush Fallahis minnesord över honom.. Malena Johansson skrev i Dagens Nyheter att Borell lärde Fotbollssverige om italiensk fotbollskultur, traditioner och historia.
Borells upprepade varje vecka i media sitt mest omtyckta mantra: "Kilometrarna är många, Kärleken är stor".

## Publikationer
2014 utgav Borell fyra titlar på förlaget Telegram.
- Det är Zlatans fel med utvalda krönikor om Zlatan Ibrahimović
- Nu får det vara slutgrillat med texter om förbundskaptenen Erik Hamrén
- Ikväll kommer det onda att segra innehållande fotbollskrönikor i urval.
- Fotbolls-VM kommer hem, som redogör för händelser kring vart och ett av de fotbolls-VM som spelats åren 1930–2010.

2016 publicerade Borell följande boktitel på förlaget  Telegram. 
- Un altro giro – en matresa genom Italien om de mytomspunna bästa råvarorna och familjerna som odlar dem. Medförfattare är matexperten Tony Bacci[8]